# Friedrich Wilhelm Stammeshaus
Friedrich Wilhelm Stammeshaus (Sigli (Sumatra), 3 juni 1881 - Amsterdam, 21 augustus 1957) was een Nederlands militair, controleur, verzamelaar en etnograaf. Zijn collectie zou uitgroeien tot een van de belangrijkste etnografische verzamelingen in Noord-Sumatra.

## Achtergrond
Stammeshaus was zoon van een Pruisisch officier van gezondheid in dienst van het KNIL en een Chinese Tjit Nio moeder, afkomstig van Java. Op zijn vierde jaar werd Stammeshaus jr. naar Nederland gebracht om naar een kostschool te gaan. Hij doorliep hierna de HBS in Tilburg. Zijn vader stichtte in 1886 in Indië een nieuw gezin met een Nederlandse vrouw.	
Op zijn negentiende meldde Stammeshaus zich bij de Koloniaal Werfdepot in Harderwijk en vertrok na zijn opleiding tot sergeant drie jaar later, in 1903, naar Nederlands-Indië. Hij werd in 1904 overgeplaatst naar de bevoorradings- en aanvullingscolonne op Sumatra. Hier vocht hij in de Atjehoorlog.
In januari 1909 nam Stammeshaus eervol ontslag en begon een carrière bij het binnenlands bestuur. Als gezaghebber en controleur diende hij in de Atjehse districten Calang, Seulimeum en Lhoknga, tot deze functie in 1931 werd opgeheven.

## Verzameling

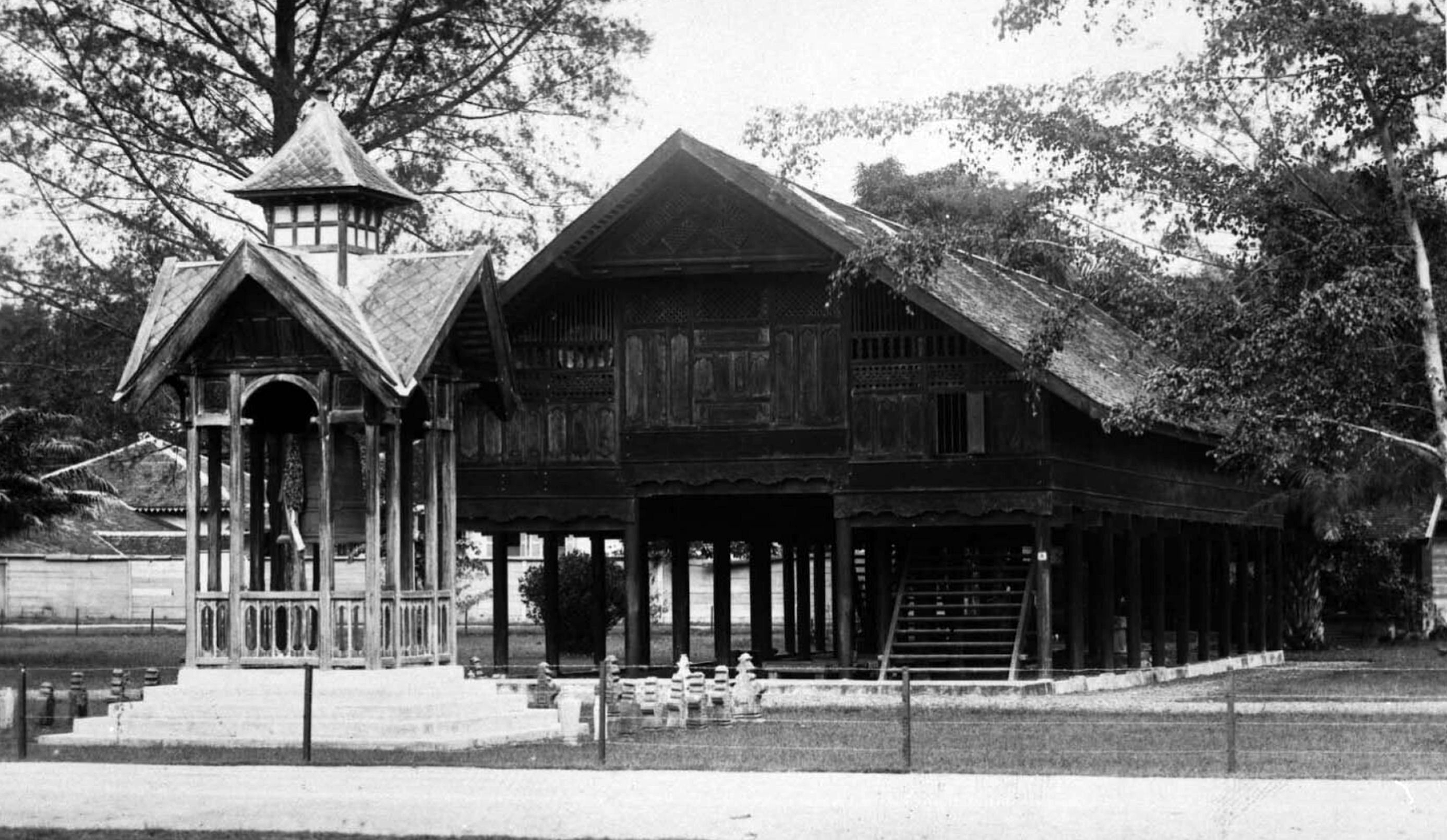
Het Atjeh Museum in Koetaradja

Tijdens de Koloniale Tentoonstelling in Semarang van 13 augustus tot 15 november 1914 vertoonde Stammeshaus kunstvoorwerpen uit zijn privécollectie in het Atjeh paviljoen. De oorspronkelijke bedoeling was dat het paviljoen zou worden ontmanteld en naar Nederland zou verhuizen. Vanwege het succes van de expositie stelde Stammeshaus aan de militair gouverneur van Atjeh  generaal Henri Nicolas Alfred Swart voor om het paviljoen over te brengen naar Koetaradja (nu Banda Atjeh) in Atjeh, en te ontwikkelen tot museum. Op 31 augustus 1915 werd het officieel geopend op de Esplanade van Koetaradja. Stammeshaus werd de eerste conservator van het museum en bleef in die functie tot 1931.
Mede door zijn verzameling en zijn grote kennis van de taal en cultuur van de inwoners van Atjeh verwerft ‘Toean Stammeshaus’ aanzien bij zowel het koloniale bestuur als de bevolking. Ook legde hij de basis voor het Nederlands-Atjehsch woordenboek.
Na zijn pensionering verkocht Stammeshaus zijn persoonlijke verzameling van 2.100 etnografische voorwerpen aan het Koloniaal Instituut in Amsterdam, nu het Wereldmuseum Amsterdam. In deze collectie waren veel hoogtepunten van Atjeh-voorwerpen, waaronder gouden sieraden, Atjehse wapens, amuletten, foto's en gebruiksvoorwerpen. Het meest bekende aan het Wereldmuseum Amsterdam verkochte object is de staatsiejas van Teukoe Oemar.

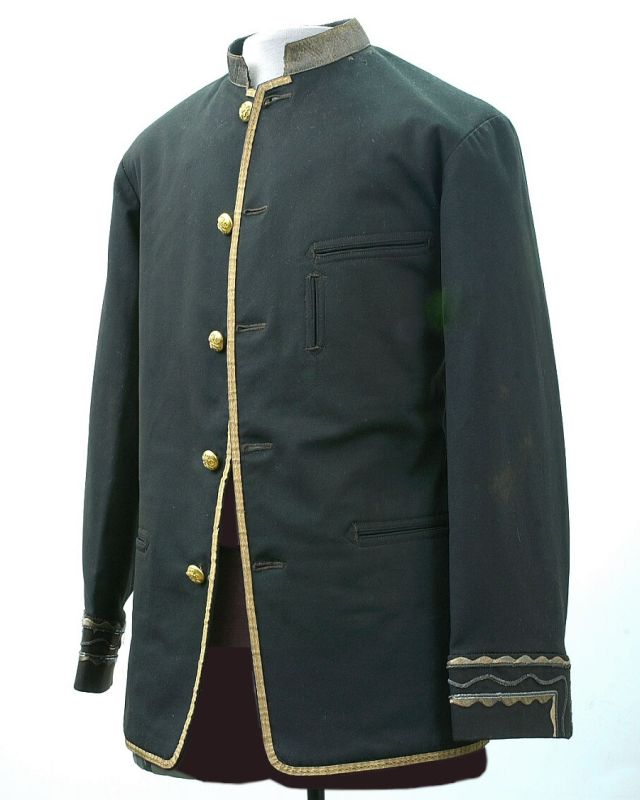
Laken staatsiejas toebehoord aan Teuku Umar Djohan

## Militaire onderscheidingen
- Ridder in de Leopoldsorde
- Ereteken voor Belangrijke Krijgsbedrijven met 4 gespen
- Onderscheidingsteken voor Langdurige, Eerlijke en Trouwe Dienst in Brons
- Kruis voor betoonde marsvaardigheid
- Bene Merenti